# Charles Innes-Ker (11e duc de Roxburghe)
Charles Robert George Innes-Ker, 11e duc de Roxburghe (né le 18 février 1981), est un aristocrate britannique.

## Biographie
Le capitaine Charles Robert George Innes-Ker est le 11e duc de Roxburghe. Il est le fils aîné de Guy Innes-Ker et de sa première épouse, Jane Meriel Grosvenor, fille du 5e duc de Westminster et le neveu de Gerald Grosvenor, 6e duc de Westminster. Il fait ses études au collège d'Eton et à l'université de Newcastle upon Tyne. Il fréquente l'Académie royale militaire de Sandhurst, jusqu'en décembre 2004 et sert avec les Blues et les Royals à Windsor et en Irak. Avant de devenir duc à la mort de son père en août 2019, il est titré marquis de Bowmont et Cessford.
Lors de son accession au duché, il hérite du château de Floors et de 60 000 acres autour des monts Cheviot et de la rivière Tweed, ainsi que des hôtels de la région, avec une richesse estimée à 100 millions de livres sterling.

## Vie privée
Le 22 juillet 2011, il épouse Charlotte Susanna Aitken (née le 15 février 1982), fille aînée de Maxwell Aitken. Le couple se sépare et lance une action en divorce en juin 2012, moins d'un an après le mariage. En 2015, il a une fille avec la créatrice de mode Morvarid Sahafi. Le 30 janvier 2021, ses fiançailles avec Annabel Green sont annoncées.
L'ancien duc de Roxburghe est l'héritier de la chefferie du clan Innes (Clann Innis, pas Mac Aonghuis ou Clan MacInnes) ; cependant, puisqu'il porte le nom de famille Innes-Ker, le Lord Lyon ne le reconnaîtra pas comme chef du nom Innes.